# Cap d'Agde

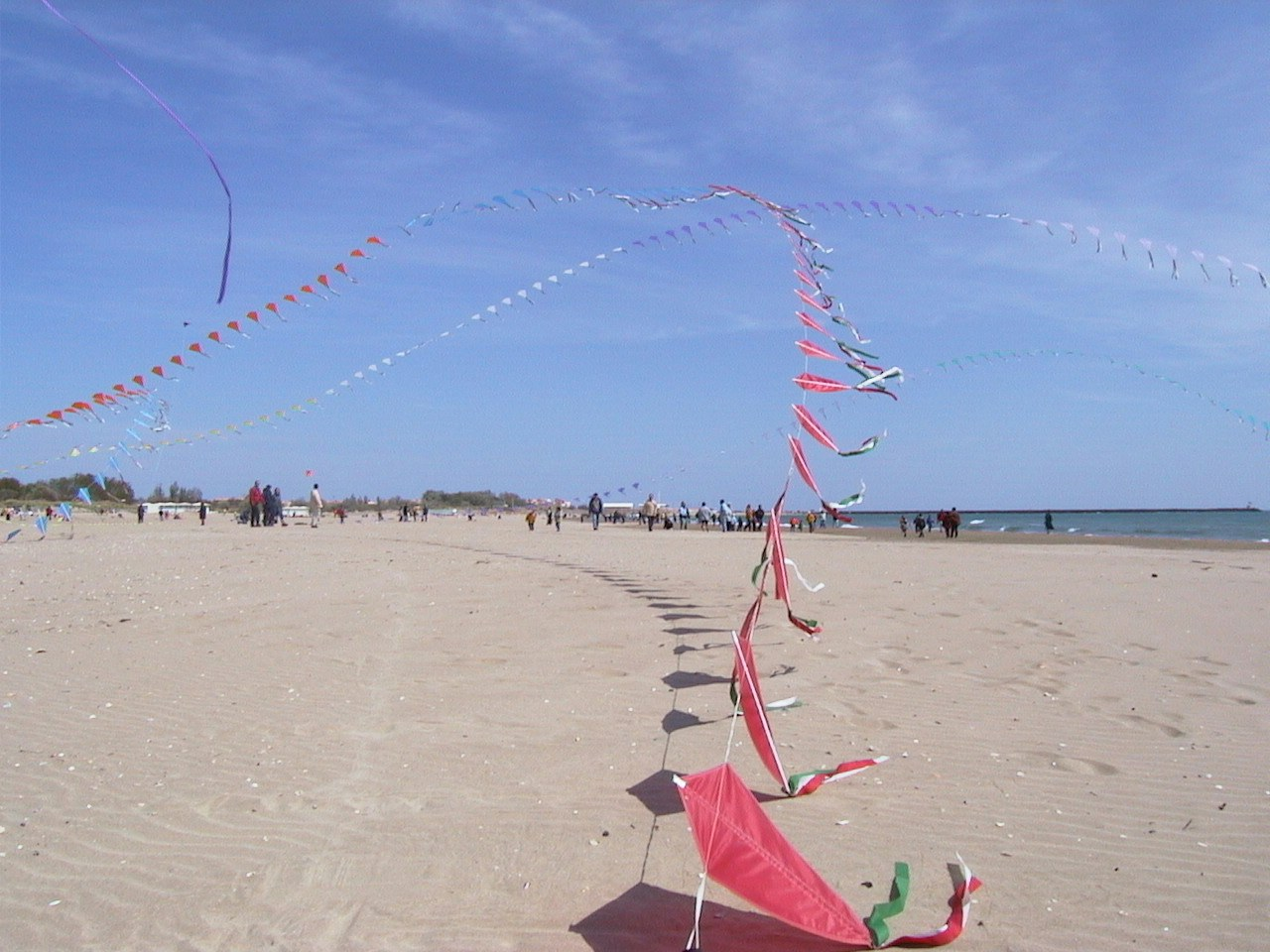

Cap d'Agde este o stațiune turistică în apropierea orașului Agde pe malul Mării Mediterane în „Golfe du Lion” între Montpellier și Narbonne,  Franța. Cardinalul Richelieu ar fi planificat deja Agle ca port. Orașul oferă posibilități multiple de distracție pentru turiști. Cap d'Agde are un ștrand cu nisip la mare cu posibilitate pentru practicarea diferitelor sporturi, sau nudism care este amenajat în partea de nord a orașului.